# Raine Navin
Sten Raine Navin, ursprungligen Navitzonok, född 29 juni 1934 i Vendelsö i Österhaninge församling i Stockholms län, död 27 maj 2016 i Kalmar, var en svensk textilkonstnär.
Tidigt intresserad av textil och blommor lärde sig Raine Navin rätstickning av sin farmor vid omkring fem års ålder. I unga år arbetade han på NK:s garnavdelning i Stockholm och som piccolo på Grand Hôtel. Han kom sedan till modevaruhuset Sidenhuset, där han stickade tröjor till fotomodellen Lena Madsén. Raine Navin gick 1956–1962 på Konstfack, där han träffade sin livskamrat Gunilla Skyttla. Efter en kortare tid på Östergötlands Hemslöjd flyttade han 1963 till Småland, för att arbeta vid Kalmar Hemslöjd. Där blev han kvar till 1981. Därefter verkade han som fri konstnär i egen regi. Han var tillförordnad professor på Högskolan för Design och Konsthantverk (HDK) i Göteborg 1994–1996.
Han hade separatutställningar vid Kalmar Konstmuseum 1971, Galleri Ikaros i Kristianstad 1982, Röhsska konstslöjdsmuseet i Göteborg 1984, Västerbottens läns museum i Umeå 1987 och Karlshamns konsthall 1991.
Han finns representerad vid Kristianstads läns museum, Röhsska museet i Göteborg, Teko museum i Borås, Västerås konstmuseum, Kalmar konstmuseum, Gotlands konstmuseum och Västerbottens museum i Umeå. Han utförde offentliga utsmyckningar för kyrkor i Växjö stift, Statens konstråd, Vägverket i Växjö, Kalmar läns landsting, Kalmar kommun och Folkungasalen i Mjölby.
Raine Navin mottog ett flertal utmärkelser, bland annat Kalmar kommuns kulturstipendium 1973, Kalmar läns landstings kulturstipendium 1990 och Berättarnätet Kronobergs Mickelpriset.
Kung Raine och drottning Gunilla, Helena Alms film om konstnärsprofilerna, hade 2012 premiär på Doc Lounge i Kalmar och sändes senare som K special i Sveriges Television.
Efter ett tjugotal år som sambo gifte han sig 1986 med textilkonstnären Gunilla Skyttla (1934–2016). Den ideella vänföreningen Gunilla Skyttlas och Raine Navins vänner bildades för att ”vårda och värna konstnärsparets konstnärskap och konstnärliga verksamhet” i Kalmar där paret verkade under fler decennier.